# En Kerem

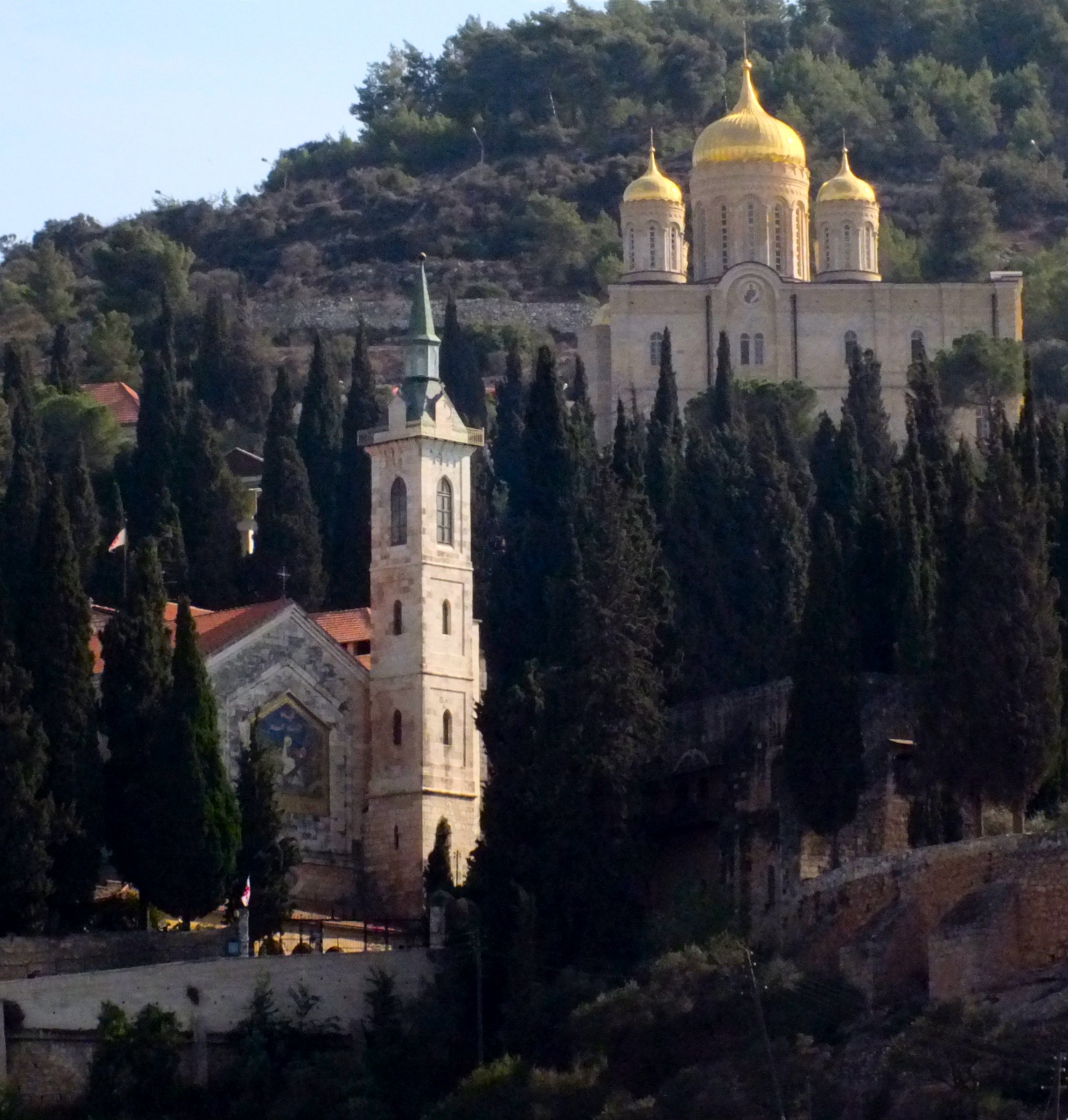
En Kerem: Römisch-katholische Besuchskirche, darüber russisch-orthodoxe Kathedrale Allerheiligen von Russland.

En Kerem oder ʿAin Karim (hebräisch עֵין כֶּרֶם ʿEjn Kerem, deutsch ‚Quelle des Weinbergs‘; arabisch عين كارم, DMG ʿAyn Kārim), genannt auch Karem, ist eine antike Siedlung innerhalb der heutigen Stadtgrenzen Jerusalems. Hier wurde nach christlicher Tradition Johannes der Täufer geboren, sodass der Ort heute Ziel von Wallfahrten ist.
Anlass für die Gründung des Ortes war eine Wasserquelle. Archäologische Funde weisen eine Besiedlung seit der Bronzezeit nach. Wahrscheinlich handelt es sich hier um den Ort des alttestamentlichen Bet Kerem (Jer 6,1 ; Neh 3,14 ).
Die Bibel berichtet im Lukasevangelium, dass Maria nach der Ankündigung der Geburt Jesu durch den Engel von Nazareth in Galiläa „in eine Stadt im Bergland von Judäa“ ging (Lk 1,39 ), um Zacharias und seine schwangere Frau Elisabet zu besuchen. Theodosius (530) berichtet, dass der Ort, in dem Elisabet und Zacharias wohnten, fünf Meilen von Jerusalem entfernt war.
Die wichtigste Sehenswürdigkeit En Kerems ist die Kirche des heiligen Johannes des Täufers, in der die Geburtshöhle des Johannes gezeigt wird – ein katholisches Kirchengebäude aus dem späten 19. Jahrhundert, errichtet auf Überresten von Vorgängerbauten aus byzantinischer und Kreuzfahrerzeit. Ähnlich der Paternosterkirche enthält sie Tafeln mit dem Lobgesang des Zacharias in vielen Sprachen. Daneben gibt es am Gegenhang das „Gorny-Kloster“ (Bergkloster) der Orthodoxen Kirche, mit dessen Bau 1871 begonnen wurde. Das Kloster wird von Nonnen geführt und ist der russisch-orthodoxen Heiligen Großfürstin Elisabeth Feodorowna von Hessen-Darmstadt gewidmet. Der auf dem Klostergelände befindliche, 1911 begonnene, aber nach Fortfall russischer Zahlungen durch Ersten Weltkrieg und Sowjetisierung ruhende Bau der Kathedrale Aller Heiligen von Russland wurde 2005 beendet und 2007 geweiht. Auf dem Gelände befindet sich auch die russisch-orthodoxe „St.-Johannes-der-Täufer-Höhlenkirche“.
Etwas unterhalb dieses Klosters steht die Besuchskirche, auch „Visitatio-Kirche“ oder „Magnifikatkirche“ genannt. Der Fußweg zu dieser Kirche führt an der „Marienquelle“ vorbei.
Der 1947 von den UN-Mitgliedern beschlossene UN-Teilungsplan für Palästina teilte ʿAyn Karim dem Corpus Separatum Jerusalem zu. Im Palästinakrieg von 1947/1948–1949 erreichte das Kampfgeschehen ʿAyn Karim am 9. Juli 1948 und der Ort wurde am 10. Juli von den meisten noch verbliebenen Einwohnern – Nonnen und Mönche ausgenommen – geräumt, viele hatten schon seit April den Ort verlassen. Die israelische Armee Zahal nahm den Ort am 11. Juli ein. Er blieb zunächst militärisch gefährdet und weitgehend unbewohnt. Ab Dezember 1948 begann die Einweisung durch Krieg und Flucht obdachlos gewordener Jerusalemer in den weitgehend leerstehenden Ort.
Nachdem das Hadassah-Krankenhaus auf dem Skopusberg im Verlauf des Palästinakrieges 1948 geräumt wurde, konnte 1961 nach jahrelangen Verzögerungen ein Ersatzbau auf dem Hügel in En Kerem mit einem medizinischen Ausbildungszentrum eröffnet werden.